# Dmitri Velikorodny
Dmitri Andreyevich Velikorodny (tiếng Nga: Дмитрий Андреевич Великородный; sinh ngày 6 tháng 6 năm 2000) là một cầu thủ bóng đá người Nga thi đấu cho FC Chertanovo Moskva.

## Sự nghiệp câu lạc bộ
Anh có màn ra mắt tại Giải bóng đá chuyên nghiệp quốc gia Nga cho FC Chertanovo Moskva vào ngày 14 tháng 4 năm 2018 trong trận đấu với FC Znamya Truda Orekhovo-Zuyevo.